# Mayte Para Torres
Mayte Para Torres (Lorca, 14 de octubre de 1970) es una escritora española de novela histórica y de misterio, galardonada en 2006 con el 1.er Premio de Novela del portal literario YoEscribo.com (Fundación Cabana). Ha sido catalogada por Inés Rodríguez Sánchez, Videcana de la Facultad de Educación de Badajoz, como una de las sesenta cinco escritoras femeninas más importantes de novela histórica de la España actual.

## Biografía
Cursó estudios de Filología Inglesa en la Universidad de Murcia. Desde muy joven mostró una gran inquietud por la literatura, en parte, heredada de su tío abuelo, el poeta lorquino Antonio Para Vico.
En 1994 decide abrir en su ciudad natal la librería Glastonbury con un enfoque de lugar de encuentro para tertulias literarias. Es aquí donde nació el proyecto de escribir su primera novela.
A finales de los noventa se traslada a vivir a Madrid y en 2004, emprende un nuevo reto personal, autopublicando "La Tela de Araña", con la cual obtuvo el 1.er Premio de Novela YoEscribo.com en 2006. Gracias a este premio la obra fue reeditada al año siguiente, por la editorial Via Magna, con un nuevo título: "El proyecto Galilea".
Tras la favorable acogida dispensada por el público y crítica a su primera novela, Mayte publicó en 2010, "La escalera de Ra", novela histórica ambientada en el Antiguo Egipto.
En la actualidad, trabaja en su tercera obra, una historia con toques de misterio y filosofía, ambientada en la Europa del siglo XX.

## Obras literarias

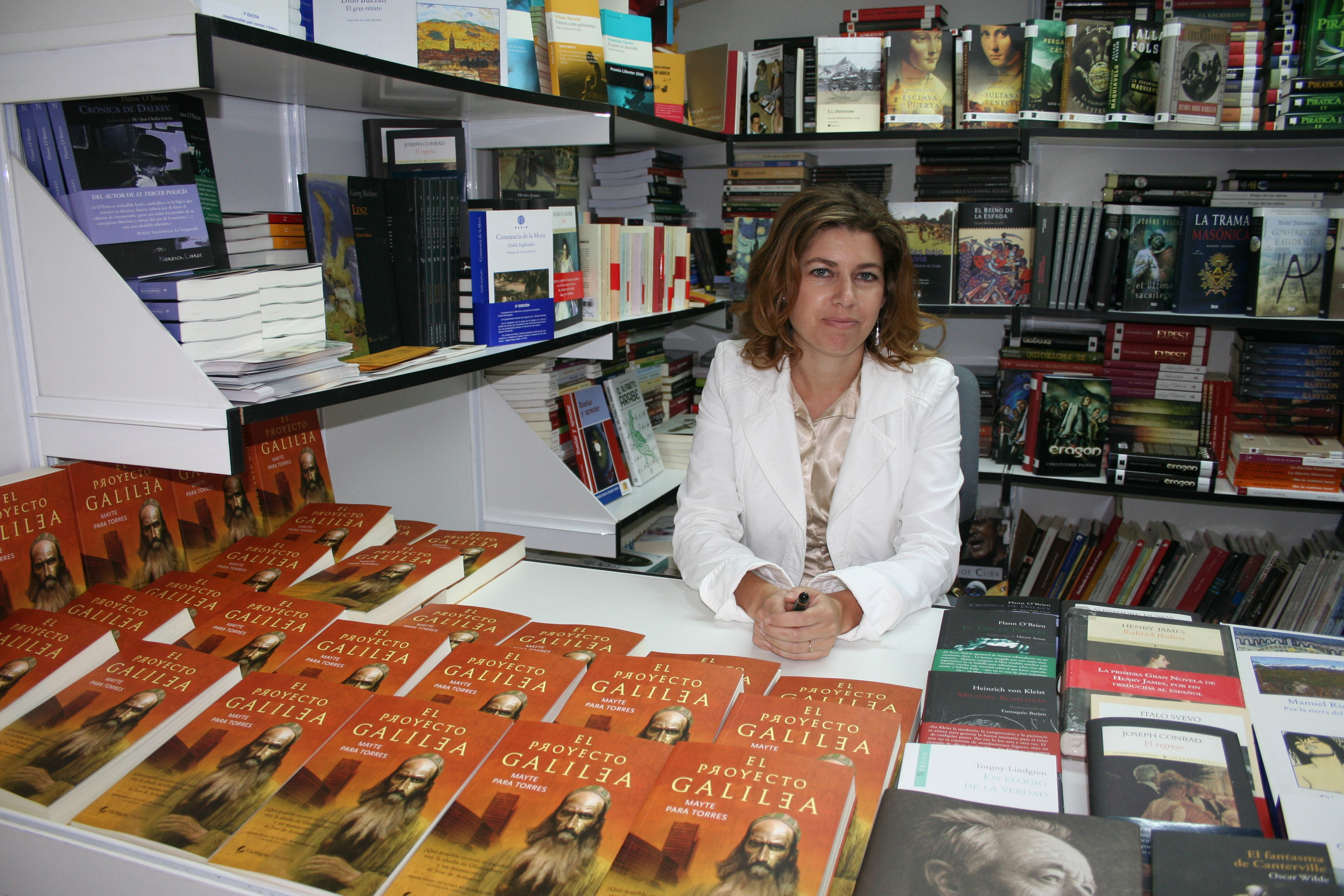
Feria del libro de Madrid 2007.

- La Tela de Araña (2004, Ediciones deauno.com) ISBN 950-9036-01-03

Novela ambientada en un monasterio en la Inglaterra del siglo XVI, donde Ian de Dubh Linn y el monje benedictino Lafcadio de Leinster descubren el secreto de un antiguo manuscrito, cuyo autor es José de Arimatea. El descubrimiento provoca en los monjes del monasterio reacciones contradictorias: de un lado la opinión de aquellos que desean su destrucción, y de otro, la opinión de que el manuscrito se haga público. Cinco siglos después, reaparece en los Archivos Secretos del Vaticano el testamento de José de Arimatea, enfrentando ahora a un cardenal de la Iglesia Católica, encargado del Proyecto Galilea, y a la Orden del Santo Sudario, una sociedad secreta creada en el siglo XVI, que junto con un joven seminarista, conforman un triángulo que nos transporta en un viaje a través del tiempo, desde la Inglaterra de los Tudor hasta la Jerusalén de nuestros días.
- La Tela de Araña (2006, Ediciones YoEscribo.com) ISBN 978-84-934608-8-4

- El proyecto Galilea (2007, Via Magna Ediciones) ISBN 978-84-96692-30-5[4]

Tras obtener el premio de novela YoEscribo.com, la editorial Via Magna reedita "La Tela de araña" bajo el nuevo título "El proyecto Galilea".
Debido a las comparaciones realizadas de su novela con "El código da Vinci" de Dan Brown (2003), Mayte Para comentaba a sus lectores en una entrevista a la periodista Alicia Rosell en octubre de 2007:«Es cierto que se han escrito muchos libros sobre la figura de Jesús, sobre todo a raíz del éxito del Código Da Vinci, lo cual aprovecho para comentarte que mi novela fue escrita y registrada un año antes de la publicación de este libro, aunque no se haya publicado hasta presentarla al concurso de YoEscribo.com.»
En 2008 se publicó una nueva edición en formato bolsillo (ISBN 978-84-92431-11-3).
El profesor Jeffrey Oxford de la Universidad de Wisconsin-Milwaukee (EE. UU.) dijo de esta novela en su ponencia "A New Reading of the New Testament: El Proyecto Galilea de Mayte Para Torres" de la Conferencia Internacional de Literatura Detectivesca en Español, celebrada en la Universidad de Texas en septiembre de 2011: «El proyecto Galilea es una historia en la cual la versión oficial de la vida y ministerio de Jesús, como se postula por el Cristianismo, se pone en tela de juicio, y la santidad de todo lo católico se reduce al mínimo».
- La escalera de Ra (2010, IPunto producciones y ediciones S.L) ISBN 978-84-15015-01-7[7]

Novela ambientada en el Egipto del Imperio Antiguo, en un periodo en el que la civilización egipcia, en cuanto a la medicina, la astronomía, las matemáticas, y la arquitectura alcanzan su máximo esplendor; pero también en un periodo de inestabilidad que tuvo su fin con el reinado del faraón Djoser y su arquitecto Imhotep. De la mano de este último, se alza en Saqqara el primer edificio construido en piedra, la pirámide escalonada, que Imhotep concibió en su búsqueda de la inmortalidad como una escalera al mundo celestial.